# Schaqsylyq Omar

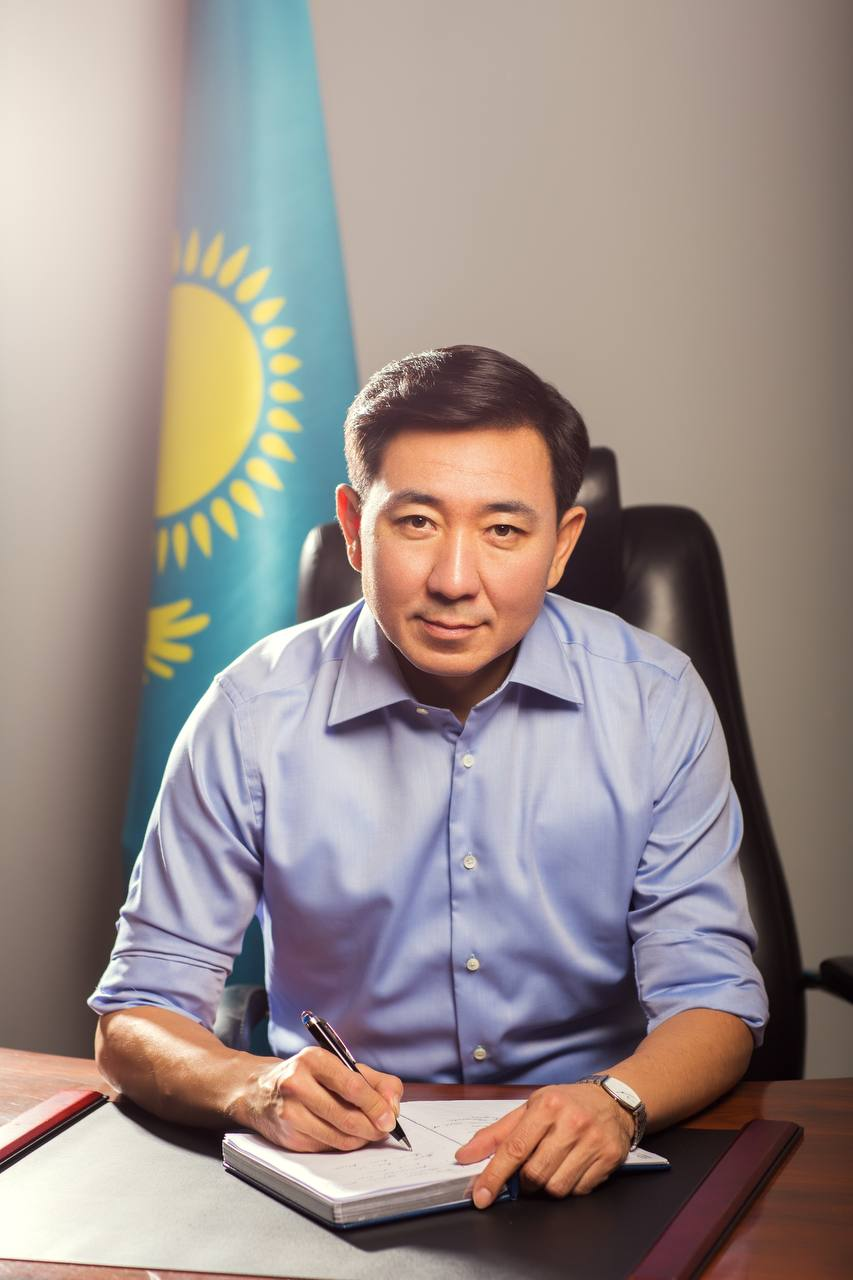
Schaqsylyq Omar

Schaqsylyq Muqaschuly Omar (kasachisch Жақсылық Мұқашұлы Омар, russisch Жаксылык Мукашулы Омар/Schaksylyk Mukaschuly Omar; * 28. September 1980 in Üscharal, Kasachische SSR) ist ein kasachischer Politiker.

## Leben
Schaqsylyq Omar wurde 1980 in Üscharal im heutigen Gebiet Almaty geboren. Er schloss 2001 ein Geografiestudium an der Kasachischen Nationalen Pädagogischen Universität in Almaty ab. 2010 kam ein zweiter Hochschulabschluss an der Kasachischen Universität für humanitäre und juristische Innovation in Semei hinzu. 2018 erlangte er einen Master of Economics von der Staatlichen Technischen Universität Ostkasachstan.
Seine berufliche Laufbahn begann er nach seinem Universitätsabschluss 2001. Er war zunächst auf verschiedenen Positionen im Ministerium für Kultur, Information und öffentliche Ordnung tätig, bevor er 2005 ins kasachische Finanzministerium wechselte. Nach zwei Jahren begann er als Abteilungsleiter für die staatliche Fernseh- und Radiogesellschaft Qazaqstan zu arbeiten und von Juni bis Oktober 2009 war er Hauptgeschäftsführer der staatlichen Medienholding Arna Media. Anschließend ging er in die Regionalpolitik und wurde Assistent des Äkim (Gouverneur) des Gebietes Ostkasachstan. Zwischen 2010 und 2013 arbeitete er auf verschiedenen Positionen in der Regionalverwaltung von Ostkasachstan, unter anderem als Leiter der Kulturabteilung. Im Anschluss daran war er stellvertretender Äkim von Ostkasachstan und zwischen November 2016 und August 2018 stellvertretender Äkim des Gebietes Almaty. Seit dem 20. August 2018 ist er Äkim (Bürgermeister) der Stadt Öskemen.